# Euderces velutinus
Euderces velutinus là một loài bọ cánh cứng trong họ Cerambycidae.